# Zeder
Zeder è un film del 1983 diretto da Pupi Avati.
La pellicola, con protagonisti Gabriele Lavia e Anne Canovas, è un horror fantascientifico sceneggiato dallo stesso regista con il fratello Antonio e Maurizio Costanzo.

## Trama
Francia, Chartres, 1956. Un'anziana signora si avvicina a una lussuosa villa, di sera, chiamando a gran voce la sua occupante, la signora Hubert. A un tratto accadono inspiegabili fenomeni nel cortile della villa, tra cui vasi che iniziano a muoversi come spinti da forze invisibili e calcinacci che cadono. Alle spalle dell'anziana donna compare una misteriosa figura. La donna, trovata uccisa con una ferita alla gola, viene sottoposta ad autopsia da due medici, risultando la terza vittima uccisa in quel modo da due anni a quella parte.
Il dottor Meyer porta con sé dentro alla villa una ragazza, Gabriella, con apparenti poteri psichici. Tornano però gli strani fenomeni paranormali, e Meyer decide di portare la ragazza nello scantinato, dove questa cade in trance indicando un punto nel terreno, dove si sarebbe trovato qualcosa. Meyer capisce che ciò che stava cercando è proprio lì, e abbandona la ragazza nella cantina: attaccata da qualcosa di misterioso e gravemente ferita, Gabriella viene portata d'urgenza all'ospedale e dichiarata fuori pericolo, necessitando però dell'amputazione della gamba. Meyer e dei suoi aiutanti scavano nel terreno della cantina indicato da Gabriella ritrovando resti umani e oggetti personali, tra i quali una scarpa della stessa ragazza. Analizzando un portafoglio tra gli oggetti personali rinvenuti nello scavo e trovandovi all'interno un biglietto intestato, Meyer dichiara di aver trovato un certo "Paolo Zeder" deducendo che quest'ultimo avesse trovato un terreno "k".
Bologna, 1983. Stefano, giovane scrittore di romanzi, riceve in regalo dalla moglie Alessandra Zelda, nel giorno del loro anniversario, una macchina da scrivere usata. Nel provarla scopre che al suo interno contiene ancora un vecchio nastro, e dalla bobina ne legge e trascrive i contenuti, venendo a conoscenza di una serie di ricerche riguardanti dei misteriosi "terreni K". Incuriosito, inizia così a indagare cercando aiuto nel professore di storia delle religioni Chesi che gli spiega che secondo la teoria, elaborata agli inizi del XX secolo da un certo Paolo Zeder, alcuni terreni sparsi per il mondo, aventi particolari caratteristiche chimiche comuni, costituirebbero una porta tra il mondo reale e l'aldilà, consentendo ai morti in essi seppelliti di tornare in vita. 
Aiutato da un amico poliziotto, Guido Silvestri, Stefano viene a conoscenza del fatto che la macchina da scrivere era appartenuta a un certo Luigi Costa, un prete cattolico. Stefano si reca nella canonica di una chiesa, dove trova un uomo che si spaccia per don Costa e gli mostra  le sue trascrizioni. Nel leggerle, il prete nega di avere scritto quelle cose e di aver posseduto una macchina da scrivere. Stefano esce dalla chiesa e si scopre che Guido lo aveva seguito.
Stefano e Guido si ritrovano in piscina dove sono gli unici due presenti. A causa di un black out, i due si separano per qualche istante ritrovandosi infine nello spogliatoio dove Stefano, cercando nei suoi pantaloni, scopre di aver perso il nastro e le sue trascrizioni. Torna alla chiesa, dove crede di averli dimenticati e questa volta incontra don Mario e un altro prete più anziano che lo informano sul vero don Luigi, dicendogli che non è più lì da anni e aveva abbandonato i voti diverso tempo addietro in seguito alla diagnosi di un cancro, notizia che l'avrebbe sottoposto a uno stress tale da fargli perdere la testa e condurlo a strane ricerche sul sovrannaturale. Stefano quindi comprende che l'uomo aI quale aveva mostrato il suo materiale era un impostore. I due preti dicono a Stefano che don Costa potrebbe trovarsi nei pressi di Rimini da una sua sorella. Nel frattempo in Vaticano, Gabriella, diventata adulta, sta ancora svolgendo delle indagini con il dott. Meyer su Paolo Zeder.
Stefano riceve una telefonata da una sconosciuta, anche se in realtà ha già visto la ragazza, (che non riconosce dal telefono), nello studio del professor Chesi. La ragazza gli da un appuntamento, dicendo di essere in pericolo, infatti viene uccisa da due individui poco prima che Stefano arrivi. Uno dei due sembra l'uomo che si era finto don Costa. La ragazza nel tentare di liberarsi dall'agguato, graffia la mano destra dell'uomo che la pugnala ma che non viene mostrato in volto. 
La ricerca porta Stefano a spostarsi con Alessandra, sulle tracce di Luigi Costa, a cominciare proprio dalla casa della sorella non vedente a Rimini: la donna gli rivela la morte del fratello per poi allontanarlo bruscamente. Nella camera dello spretato, Stefano scopre che l'amico poliziotto Guido Silvestri era già stato lì per un sopralluogo, avendovi trovato una spilla che Alessandra aveva regalato a Guido. Telefona in questura per parlargli e scopre che l'amico è stato trasferito. 
Spiando la sorella di Costa, la vede salire in auto con l'uomo che si era spacciato per don Luigi nella canonica: Alessandra li segue all'interno del cimitero di Rimini, dove la donna cieca viene portata davanti a una tomba a piangere il defunto fratello. Alessandra nota però che il nome sulla lapide non è quello di don Luigi, anzi fotografia e nome sono di una donna. Lei e Stefano vanno dunque a fare visita al dottor Melis che lavora proprio nell'ospedale dove era ricoverato don Costa. Melis è un vecchio amico del padre di Alessandra e fornisce loro informazioni sul reale luogo di sepoltura di Costa (cimitero di Spina), porta sulla mano destra una vistosa fasciatura
Al cimitero di Spina Stefano, sceso a ispezionare la cripta dove era realmente stato sepolto l'ex prete, scopre che è vuota e giunto al Lido di Spina, dove sorgono un'ex colonia estiva - la stessa dove Luigi Costa aveva prestato servizio come sacerdote - e una necropoli etrusca, scopre che in realtà molte altre persone sono interessate al terreno "K" che probabilmente si trova sotto la colonia. Il terreno è stato acquistato da un' équipe di scienziati francesi, guidata dal professor Meyer e di cui fanno parte lo stesso Chesi, il dottor Melis, l'uomo fintosi Costa che Stefano aveva incontrato in canonica e Gabriella. L'entourage sta conducendo una serie di esperimenti segreti all'interno dell' ex colonia. 
Alessandra torna a Bologna ma Stefano decide di farmarsi in un motel che si trova nelle immediate vicinanze dei terreni della ex colonia ed entratovi, trova don Mario che motiva la sua presenza lì, dicendo di essere alla ricerca anche lui di spiegazioni sulla storia di don Costa e fingendo di andarsene, lo esorta ad abbandonare quel luogo, lasciando a lui e alla chiesa il compito di indagare. In realtà don Mario non va via ma rimane a fare ricerche, incappando in qualcosa di terribile che lo uccide
Spinto dalla curiosità e dalla ricerca della verità, Stefano si introduce questa volta all'interno dello stabile dell' ex colonia per scoprire il terribile segreto dei terreni "K" . Vi trova una sala con schermi che improvvisamente si accendono, mostrando un corpo che sembra di un cadavere dentro ad una bara: apparentemente quello di don Luigi Costa. Ruba una vhs con il filmato registrato e torna in motel dove affida la videocassetta con la sconvolgente scoperta ad Alessandra, tornata da Bologna perché sconvolta dalla notizia della morte dell'amico poliziotto, incaricandola di partire per consegnarla al professor Chesi. Sul treno per Bologna Alessandra viene inseguita dall'uomo della canonica, trovando poi rifugio nell'amico di famiglia, il dottor Melis. Alessandra porta la vhs a Chesi che telefona a Stefano dicendogli che è vuota e parla poi con Melis per porre freno al lavoro di Stefano che evidentemente li sta mettendo in difficoltà.
Stefano torna di nuovo alla colonia, trova don Mario morto ammazzato, si imbatte anche nel cadavere decapitato dell'uomo della canonica e in Gabriella che, mortalmente ferita, lo prega di disseppellire il corpo di don Costa. Ritrova nella stanza degli schermi l'immagine del cadavere di Costa, che improvvisamente apre gli occhi e comincia a ridere. Stefano viene poi attaccato dal redivivo Luigi Costa a cui riesce a sfuggire. Tornato nel motel dove alloggiava, Stefano trova Alessandra morta nella propria stanza e distrutto dal dolore, decide di seppellirla nel terreno K della colonia. Poco tempo dopo la vede riapparire, e corre ad abbracciarla ma, dopo pochi istanti tra le sue braccia, Stefano inizia a urlare.

## Produzione

### Riprese
Anche se le sequenze di apertura sono ambientate a Chartres, le riprese in realtà furono effettuate a Villa Flora a Bologna. Altre riprese furono effettuate nel ferrarese e in Romagna tra Milano Marittima e Rimini

## Distribuzione
Il film è stato presentato in anteprima nel luglio 1983 al Mystfest di Cattolica riscuotendo grande successo di pubblico e di critica e a Torino il 10 agosto 1983 durante una rassegna estiva della produzione Gaumont avvenuta nel cortile di Palazzo Reale.

### Data di uscita
Alcune date di uscita internazionali nel corso degli anni sono state:
- 25 agosto 1983 in Italia[7][8]
- 8 maggio 1984 negli Stati Uniti (Revenge of the Dead)[9]

### Divieti
In Italia la pellicola è stata vietata ai minori di 14 anni.

## Accoglienza

### Incassi
Il film ha incassato un totale di 334 milioni di lire italiane.